# Цыгане в Болгарии

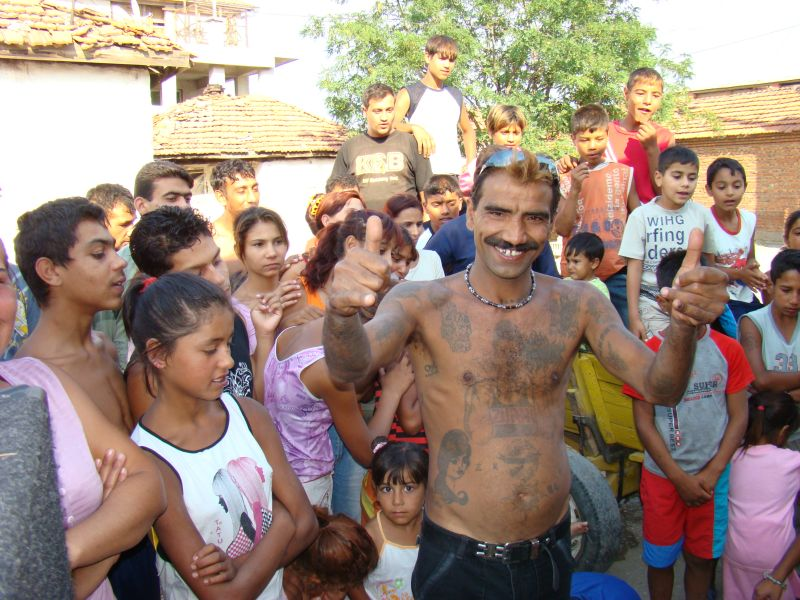
Цыгане в г. Ямбол, Болгария

Цыга́не в Болга́рии (болг. Цигани в България) — второе по величине (после турок) национальное меньшинство республики Болгария.
После значительного увеличения количества цыган в 1990-е годы, их официальная численность по переписи 2001 года достигла 370 тысяч, а доля — 4,7 % населения. Таким образом, по удельному весу цыган Болгария заняла первое место в Европе (хотя в некоторых странах — например, в Греции, где число цыган также значительно — при переписях населения национальность не учитывается). По абсолютной численности цыган, однако, Болгария существенно уступает Румынии, где перепись 2002 года учла 530 тысяч цыган (2,5 % населения). Темпы прироста цыган в Румынии (+33 %) также были значительно выше, чем в Болгарии (+18 %). Принимая во внимание традиционный недоучёт численности цыган в ходе переписей, некоторые этнографы указывают на возможное присутствие в стране до 0,8 миллиона цыган (10 % населения).

## История
Первые цыгане попали в Болгарию во времена поздней Византийской империи (около XII-XIII века), но массовое прибытие цыган отмечалось в годы установления османской власти (XIV-XVI вв.), которая относилась к новоприбывшим цыганам более благосклонно, чем к автохтонному европейскому населению.
Во время войны между Турцией и Австро-Венгрией в конце XVII века крепостные румынские цыгане совершали побеги целыми семьями, перебираясь на северные владения Османской Империи, в том числе на территорию современной Болгарии. Число цыган, которые скрылись тогда от угнетения на территории Болгарии, было так велико, что балканские этнографы даже назвали этот процесс «миграционной волной».
Со временем значительная часть цыган Болгарии приняла ислам (цыгане-мусульмане), чем вызвала недовольство у болгарского населения, сохраняющего приверженность православию. Вместе с тем, цыганская среда Болгарии не является однородной. В ней произошла значительная дифференциация на касты по роду занятий, степени оседлости, региону проживания, религии, а также степени ассимиляции в болгарскую или турецкую среду.
Также в Болгарии в Софии и в Дупнице ещё до Второй Мировой Войны возникла небольшая община под названием Жутане Рома (букв. «еврейские цыгане»). Костяк общины составляли потомки еврейских женщин, вышедших замуж за принявших иудаизм цыганских мужчин. В Софии проживало более 100 цыганско-еврейских семей, которые в основном компактно проживали в районе Факультета на улице Средняя Гора. После Холокоста большинство из них уехало в Израиль, но несколько семей остались в Болгарии.
В 2011 году имели место антицыганские волнения в Болгарии.

В политике Цыганские интересы представляет партия Евророма.
В Пловдиве на северо-востоке расположен крупнейший цыганский квартал Европы микрорайон Столыпино.
В некоторых регионах доля цыган доходит до 15 %.

## Перепись 2001 года

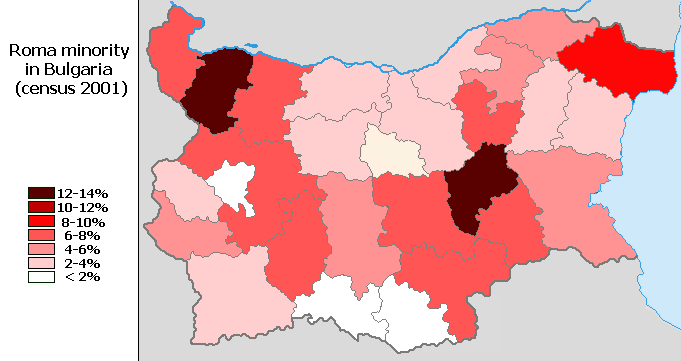
Распределение цыган по территории Болгарии (перепись 2001)

Перепись 2001 года в Болгарии зафиксировала следующую этно-языковую картину:
| Этническая группа | Национальность | %       | Родной язык | %       |
| ----------------- | -------------- | ------- | ----------- | ------- |
| Болгары           | 6 655 210      | 83,93 % | 6 697 000   | 85,46 % |
| Турки             | 746 660        | 9,42 %  | 763 000     | 9,62 %  |
| Цыгане            | 370,910        | 4,67 %  | 328,000     | 3,13 %  |
| Прочие            | 69,000         | 0,87 %  | 71,000      | 0,89 %  |
| Всего             | 7 928 900      | 100 %   | 7 928 900   | 100 %   |